# Тодор Барболов
Тодор Иличов Барболов е български политик и юрист, председател на партия Социалдемократическа партия.

## Биография
Тодор Барболов е роден на 9 февруари 1981 г. в София, Народна република България. През 1994 г. завършва основното си образование в 172-ро ОУ „Христо Ботев“ в град Нови Искър. През 1999 г. завършва Националната гимназия за древни езици и култури „Св. Константин-Кирил Философ“ в София. През 2006 г. завършва висше образование с образователно-квалификационна степен „магистър“ по специалност „Право“ с професионална квалификация юрист към Нов български университет. През 2007 г. придобива юридическа правоспособност след положен изпит пред министерството на правосъдието.

## Политическа дейност
През 1998 г. става член на СДП.
На предсрочните парламентарни избори през 2014 г. е кандидат за народен представител от СДП, водач на листата в 25 МИР София.
На предсрочните парламентарни избори през 2023 г. е кандидат за народен представител от коалиция „Заедно“ (в която участва СДП), втори на листата в 25 МИР София.